# Rivulis Irrigation
Rivulis Irrigation (vormals John Deere Water) ist der einer der weltweit größten Hersteller von Tröpfchenbewässerungsanlagen. Eine bekannte Marke für Bewässerungsleitungen von Rivulis ist „T-Tape“.
Das Unternehmen wurde 2014 an den israelischen Private-Equity-Fonds FIMI Opportunity Funds verkauft. Daraufhin folgte die Umbenennung in Rivulis.
Im Juni 2022 wurde die Fusion mit dem indischen Konkurrenten Jain Irrigation bekannt gegeben.